# Маликов Степан Федорович
Степа́н Фе́дорович Ма́ликов (13 (26) грудня 1909 , Горлівка, Катеринославська губернія  — 18 січня 1983 , Київ ) — партійний і господарський діяч СРСР, один з організаторів партизанського руху на території України в 1941–1944 роках. Депутат Верховної Ради УРСР 3–4-го скликань. Кандидат у члени ЦК КПУ (1952–1956).

## Біографія
Народився 13 (26) грудня 1909 року в місті Горлівка, тепер Донецької області (за іншими даними — в місті Старий Оскол Курської губернії) в родині робітників. З 1924 року працював слюсарем Горлівського машинобудівного заводу в Донбасі.
Член ВКП(б) з 1928 року.
З 1930 року — на керівній комсомольській та партійній роботі. У 1938 році закінчив Московський інститут народного господарства. Напередодні та на початку німецько-радянської війни перебував на партійній і господарській роботі в Харкові і Києві. На момент початку війни обіймав посаду заступника голови правління Укоопспілки.
З перших днів Німецько-радянської війни Маликов брав участь в організації евакуації промислових підприємств і населення України на схід. З грудня 1941 року — на фронті. Однак невдовзі був відкликаний в Український штаб партизанського руху (УШПР), де очолював відділ матеріально-технічного забезпечення.

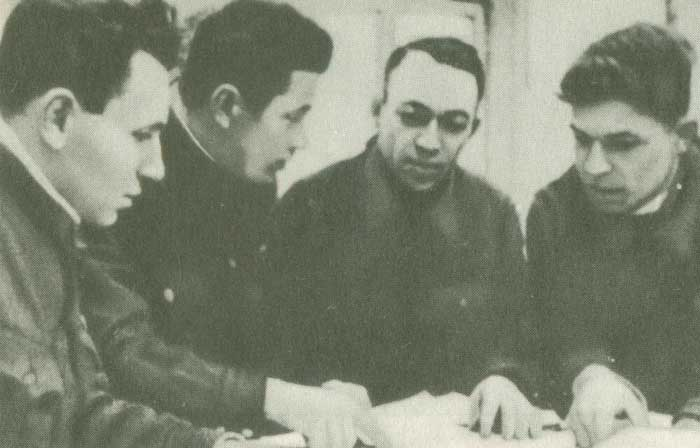
Командири партизанських з'єднань А. Ф. Федоров і С. Ф. Маликов (другий з права), комісар В. М. Дружинін і начальник штабу Д. І. Рванов обмірковують план удару по ворожому гарнізону в Ковелі

У жовтні 1942 року був призначений керівником оперативної партизанської групи по Житомирській області і як уповноважений УШПР закинутий у тил противника на територію Житомирщини для організації партизанського і підпільного руху. З грудня 1942 року — член Житомирського обласного штабу партизанського руху, уповноважений ЦК КП(б)У з організації партизанського підпілля і партизанського руху на Житомирщині.
Після об'єднання окремих партизанських загонів Маликова було призначено командиром з'єднання імені Миколи Щорса, 14 грудня 1943 року реорганізованого в партизанську дивізію. 27 травня 1943 року Степана Федоровича затверджено на посаду 1-го секретаря Житомирського підпільного обкому КП(б)У, яку він займав до травня 1944 року.
Саме під керівництвом Маликова були встановлені надійні зв'язки з підпіллям міст і сіл, визначені завдання окремим загонам і групам, які в результаті були повністю виконані. Маликов організував тісну взаємодію і якісний зв'язок з партизанськими з'єднаннями О. Сабурова, О. Федорова, М. Наумова, С. Ковпака, партизанами Білорусі.
Всіх зусиль Маликов доклав аби пройшла успішно Житомирська-Бердичівська наступальна операція військ 1-го Українського фронту. Партизани під час цієї операції тримали під контролем усі залізниці, що вели до лінії фронту.
З травня по жовтень 1944 року — заступник голови виконавчого комітету Київської обласної ради депутатів трудящих.
У жовтні 1944 — червні 1949 року — заступник наркома (міністра) торгівлі Української РСР.
У червні 1949 — червні 1956 року — голова правління Української спілки споживчих товариств (Укоопспілки).
З січня 1962 до 1973 року — 1-й заступник міністра торгівлі Української РСР.
З 1973 року — на пенсії. Продовжував працювати до 1983 року директором Інституту підвищення кваліфікації керівних працівників і спеціалістів торгівлі Міністерства торгівлі СРСР.
Обирався кандидатом у члени ЦК КПУ на XVII (1952) і XVIII (1954) з'їздах комуністичної партії України. Депутат Верховної Ради УРСР 3-го і 4-го скликань.

Могила Степана Маликова

Помер 18 січня 1983 року. Похований у Києві на Байковому кладовищі (ділянка № 1).

## Нагороди
- два ордени Леніна;
- Орден Жовтневої революції;
- Орден Червоного Прапора (2.05.1945);
- орден Богдана Хмельницького I ступеня (7.08.1944);
- Орден Вітчизняної війни I та II ступенів;
- три ордени Трудового Червоного Прапора;
- два ордени Червоної Зірки;
- Почесна грамота Президії Верховної Ради Української РСР (25.11.1969);
- медалі.